# Macrocheles caelatus
Macrocheles caelatus är en spindeldjursart som först beskrevs av Berlese 1918.  Macrocheles caelatus ingår i släktet Macrocheles och familjen Macrochelidae. Inga underarter finns listade i Catalogue of Life.